# (Nie)znajomi
(Nie)znajomi je polský hraný film z roku 2019, který režíroval Tadeusz Śliwa podle italského filmu Naprostí cizinci z roku 2016. Film se odehrává během jednoho večera při společné večeři sedmi přátel. Snímek měl světovou premiéru na festivalu polského filmu ve Gdyni 16. září 2019.

## Děj
Skupina přátel se schází na večeři a rozhodne se zahrát si nevinnou hru. Během večera musí každý nahlas přečíst příchozí zprávy na svých telefonech a všechny hovory musí být na hlasitý odposlech. Zpočátku příjemný večer postupně obrátí životy účastníků naruby.

## Obsazení
| Maja Ostaszewska          | Anna     |
| Tomasz Kot                | Tomek    |
| Kasia Smutniak            | Ewa      |
| Łukasz Simlat             | Grzegorz |
| Aleksandra Domańska       | Ola      |
| Michał Żurawski           | Czarek   |
| Wojciech Żołądkowicz      | Wojtek   |
| Natalia Jędruś            | Zosia    |
| Jadwiga Jankowska-Cieślak | Babcia   |